# بستا
بستا هي قرية تقع على السفوح الوسطى الغربية لجبال اللاذقية، تتبع ناحية عين التينة، بمنطقة الحفة، التابعة لمحافظة اللاذقية، وتبعد عن 3.5 كم شرقاً عن بلدة عين التينة في مصياف.
وتقع هذه القرية على علو 854 م عن سطح البحر ويحدها من الشرق والشمال وادي نهر الساقي ومن الجنوب ساقية الدوار (رافد نهر التينة)، وتنحدر أراضيها بشدة نحو الوديان والأحراج المحيطة بها.
ورغم فقرها بالمياه السطحية والجوفية، فإنها تشتهر بتربتها الخصبة والحمراء والمحمية من الانجراف بسبب المدرجات التي أنشأها أهالي القرية.
تتألف القرية من أربعة أحياء متباعدة :
- القسم القديم : يتألف من بيوت قديمة حجرية مسقوفة بالحور والسنديان.

- القسم الحديث : يشكل معظم مساحة القرية ويمتد على الطريق الواصل بين بلدة عين التينة وصلنفة.

يعمل السكان بالزراعة بعلاً ويقومون بتربية الماشية من الماعز والغنم والبقر البلدي، وتتم زراعة التبغ والحبوب والتفاح والكرز واللوزيات وكذلك البقول والخضر للاستهلاك المحلي.
تتوفر القرية على وحدة إرشادية زراعية ووحدة إرشادية لصناعة السجاد وجمعية تعاونية فلاحية، كما تعد سوقا تموينياً للقرى المجاورة. 